# Běloky
Obec Běloky (německy Bielok) se nachází v okrese Kladno, kraj Středočeský, v údolí Zákolanského potoka přibližně osm kilometrů východně od Kladna a 15 km zsz. od centra hlavního města Prahy. Žije zde 184 obyvatel.

## Historie
První písemná zmínka o vesnici pochází z roku 1257.
Právo užívat znak a vlajku bylo obci uděleno rozhodnutím Poslanecké sněmovny Parlamentu České republiky dne 13. května 2022.

### Územněsprávní začlenění
Dějiny územněsprávního začleňování zahrnují období od roku 1850 do současnosti. V chronologickém přehledu je uvedena územně administrativní příslušnost obce v roce, kdy ke změně došlo:
- 1850 země česká, kraj Praha, politický i soudní okres Smíchov[6]
- 1855 země česká, kraj Praha, soudní okres Smíchov[6]
- 1868 země česká, politický i soudní okres Smíchov[6]
- 1926 země česká, politický okres Smíchov, soudní okres Praha-západ[7]
- 1927 země česká, politický okres Praha-venkov, soudní okres Praha-západ[8]
- 1939 země česká, Oberlandrat Praha, politický okres Praha-venkov, soudní okres Praha-západ[9]
- 1942 země česká, Oberlandrat Praha, politický okres Praha-venkov-sever, soudní okres Praha-západ[10]
- 1945 země česká, správní okres Praha-venkov-sever, soudní okres Praha-západ[11]
- 1949 Pražský kraj, okres Kladno[12]
- 1960 Středočeský kraj, okres Kladno[13]

### Rok 1932
V obci Běloky (245 obyvatel) byly v roce 1932 evidovány tyto živnosti a obchody: nákladní autodoprava, 2 hostince, krejčí, mlýn, 2 rolníci, obchod se smíšeným zbožím, trafika.

## Obyvatelstvo
| Rok            | 1869 | 1880 | 1890 | 1900 | 1910 | 1921 | 1930 | 1950 | 1961 | 1970 | 1980 | 1991 | 2001 | 2011 | 2021 |
| -------------- | ---- | ---- | ---- | ---- | ---- | ---- | ---- | ---- | ---- | ---- | ---- | ---- | ---- | ---- | ---- |
| Počet obyvatel | 187  | 225  | 215  | 239  | 271  | 245  | 212  | 174  | 180  | 188  | 147  | 134  | 127  | 188  | 202  |
| Počet domů     | 30   | 31   | 32   | 37   | 38   | 38   | 38   | 49   | 47   | 52   | 47   | 56   | 55   | 63   | 70   |

## Přírodní poměry
Katastrálním územím protéká Zákolanský potok, jehož koryto a břehy jsou chráněny jako přírodní památka Zákolanský potok.

## Pamětihodnosti
- Kaplička sv. Floriána – empírová z roku 1838
- Sloup se sochou (svaté Anežky?) z počátku 19. století
- Pomník padlým v první světové válce
- Žákova skála – opuštěný buližníkový lom při silnici do Dobrovíze, asi jeden kilometr jihozápadně od vesnice

## Doprava
- Silniční doprava – Do obce vedou silnice III. třídy. Ve vzdálenosti 2 km vede dálnice D7 s exity 5 (Středokluky) a 7 (Makotřasy).
- Železniční doprava – Železniční trať ani stanice na území obce nejsou. Nejblíže obci je železniční stanice Středokluky ve vzdálenosti 3 km ležící na trati 121 z Hostivic do Podlešína.
- Autobusová doprava – Do obce Běloky zajíždí linka PID 322 ve dvouhodinovém taktu jak do Prahy, tak i do Kladna. Dále lze využít i zastávku Středokluky, Nad Běloky na kraji obce, kde zastavuje stejná linka.

## Galerie

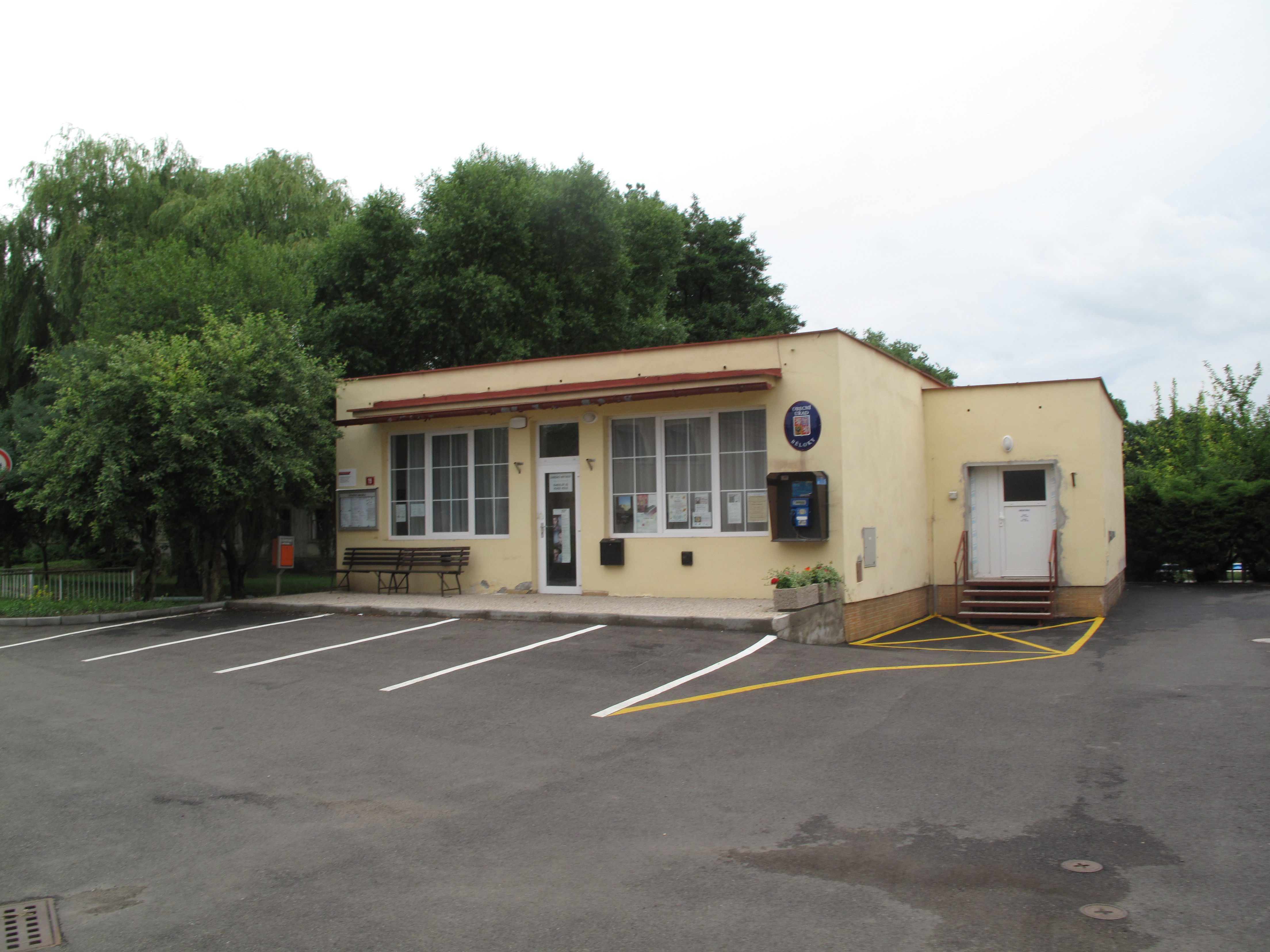
Obecní úřad
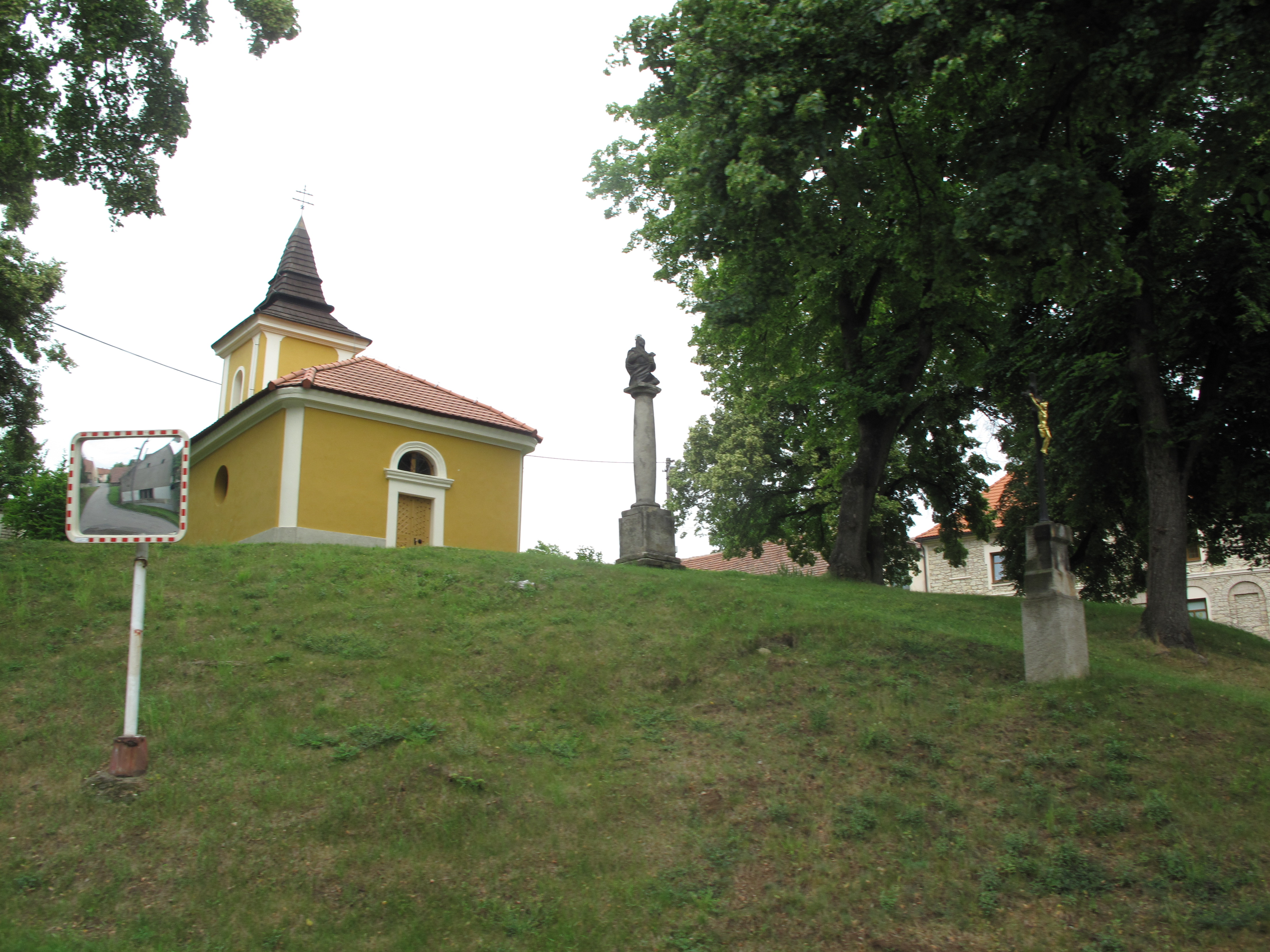
Kaple se sloupem
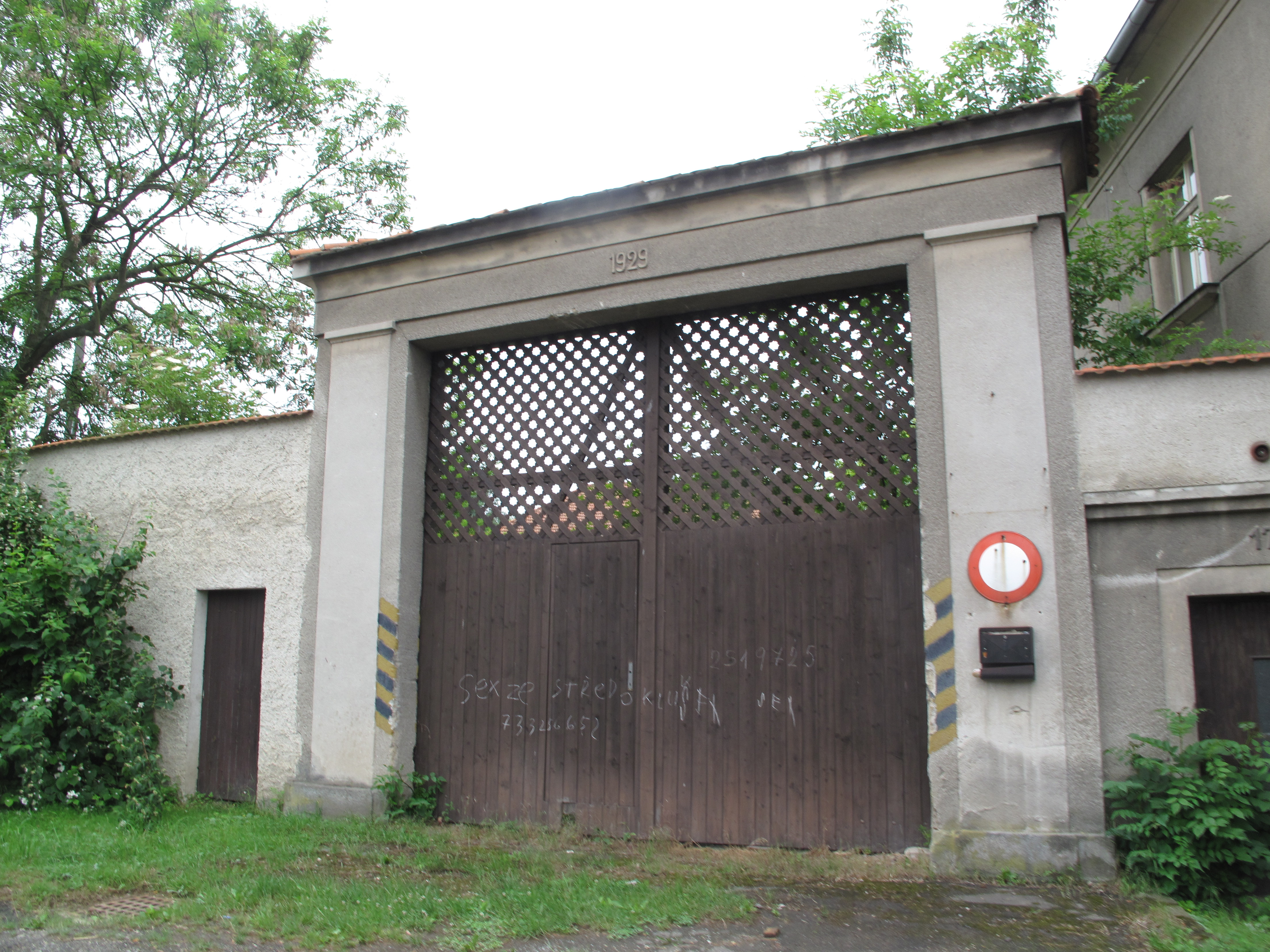
Brána u statku